# Estación de Esmoriz
La Estación Ferroviaria de Esmoriz, también conocida como Estación de Esmoriz, es una plataforma ferroviaria de pasajeros de la línea del Norte, que sirve a parroquias de Esmoriz, en el Distrito de Aveiro, en Portugal.

## Características

### Localización y accesos
Se encuentra junto a la localidad de Esmoriz, pudiendo acceder a ella por la calle de la Estación.

### Descripción física
En enero de 2011, presentaba tres vías de circulación, con 550 y 566 metros de longitud; las plataformas tenían 248 y 200 metros de extensión y 70 a 35 centímetros de altura.

## Historia
Esta plataforma se inserta en el tramo entre las estaciones de Vila Nova de Gaia y Estarreja de la línea del Norte, que fue inaugurado por la Compañía Real de los Caminhos de Ferro Portugueses el 8 de  julio de 1863. Después de la apertura al servicio del tramo entre Estarreja y Taveiro, el 10 de abril de 1864, fueron creados varios convoyes mixtos, entre Vila Nova de Gaia y Coímbra, pasando, entre otras estaciones, por Esmoriz.
En 1933, la Compañía de los Caminhos de Ferro Portugueses realizó obras de reparación y mejora en el edificio de pasajeros de esta estación.